# Víctor Agustín Ugarte
Víctor Agustín Ugarte (Tupiza, 5 de maig de 1926-La Paz, 20 de març de 1995) fou un futbolista bolivià de la dècada de 1950.
La seva carrera transcorregué majoritàriament al Club Bolívar, jugant també a San Lorenzo de Almagro el 1958, on fou el primer jugador bolivià que disputà la lliga argentina, i a Once Caldas de Colòmbia.
Marcà 16 gols en els 45 partits que disputà amb la selecció de Bolívia. Jugà amb la selecció entre 1947 i 1963, i guanyà el Campionat sud-americà de 1963 on marcà dos gols a la final davant Brasil.
L'Estadi Victor Agustín Ugarte de Potosí fou batejat en honor seu.